# Prag 18
Prag 18 oder Letňany ist ein Verwaltungsbezirk sowie ein Stadtteil der tschechischen Hauptstadt Prag und liegt im Nordosten der Stadt.
Der Verwaltungsbezirk Prag 18 umfasst die beiden Stadtteile Prag 18 und Čakovice. Der Stadtteil Prag 18 wiederum ist identisch mit der Katastralgemeinde Letňany (deutsch Letnian).

## Geschichte
Letňany wurde erstmals im Jahr 1347 als Meierhof erwähnt. 1850 wurde der Ort zur selbstständigen Gemeinde. Im Jahr 1925 wurde der Flugplatz Letňany eingerichtet und die Flugzeugwerke Letov übersiedelten von Kbely nach Letňany.
1968 wurde Letňany nach Prag eingemeindet. In den 1970er- und 1980er-Jahren wurden zahlreiche Plattenbauten errichtet.

## Infrastruktur
Seit 2008 ist Letňany die nördliche Endstation der Metrolinie C.
In Letňany befindet sich ein Messegelände. Der ehemalige Prager Oberbürgermeister Pavel Bém schlug zu seiner Amtszeit vor, dort Olympische Sommerspiele zu veranstalten. Nun plant der Verantwortliche für die Prager Bewerbung um den katholischen Weltjugendtag 2022, Jan Balík, diesen dort stattfinden zu lassen.